# Maracena
Maracena är en ort och kommun i provinsen Granada i den autonoma regionen Andalusien i södra Spanien. Orten ligger strax nordväst om Granada. Kommunen har 22 310 invånare (2024), på en yta av 4,89 km².